# Baintner Károly (állatorvos, 1905–1989)
Baintner Károly (Kolozsvár, 1905. november 11. – Budapest, 1989. július 12.) mezőgazdasági mérnök, állatorvos, kandidátus (1967). Baintner Ferenc agrárvegyész fia.

## Életpályája
Balassagyarmaton járt középiskolába, majd a Debrecen-Pallagpusztai és a Magyaróvári Gazdasági Akadémián szerzett felsőfokú mezőgazdasági szakképesítést. 1952-ben nyert állatorvos-doktori oklevelet a budapesti Állatorvosi Főiskolán. Előbb a Magyaróvári Gazdasági Akadémián volt tanársegéd, majd tanszékvezető. 1951-től a Gödöllői Agrártudományi Egyetem tanszékvezető egyetemi tanár, később pedig az Állattenyésztési Kar dékánja. 1971-ben nyugdíjba vonult.
A takarmányozástan területén végzett kutatásokat, nagy érdeme van abban, hogy a hazai agrár-felsőoktatásban önálló tanszéket kapott ezen tudományszak. Tejgazdasággal is foglalkozott, a tejipari szakmérnökképzésben is fontos szerepet játszott. A Magyar Agrártudományi Egyesület tagja volt.

## Fontosabb művei
- Részletes állattenyésztés (Budapest, 1953)
- Tejgazdaságtan (Budapest, 1954)
- Gazdasági állatok takarmányozása (1–3., Budapest, 1958)
- Állattenyésztési Enciklopédia (Budapest, 1961)
- Válogatott fejezetek a takarmányozástan köréből (Budapest, 1970)
- Az állathigiéniai szakállatorvos képzés (Budapest, 1975)
- Takarmány kiegészítők és agrobiológiai készítmények (Vass Gáborral, Budapest, 1981)
- Laboratóriumi állatok és tartásuk (Tőzsér Bélával, Gödöllő, 1986)